# Motion de censure en France
Pour un article plus général, voir Motion de censure.
Ne doit pas être confondu avec Censure en France.
En droit constitutionnel français, une motion de censure est un texte de défiance voté par le Parlement, qui constitue le principal moyen dont il dispose pour exprimer sa désapprobation de la politique du Gouvernement et le forcer à démissionner.

## Histoire

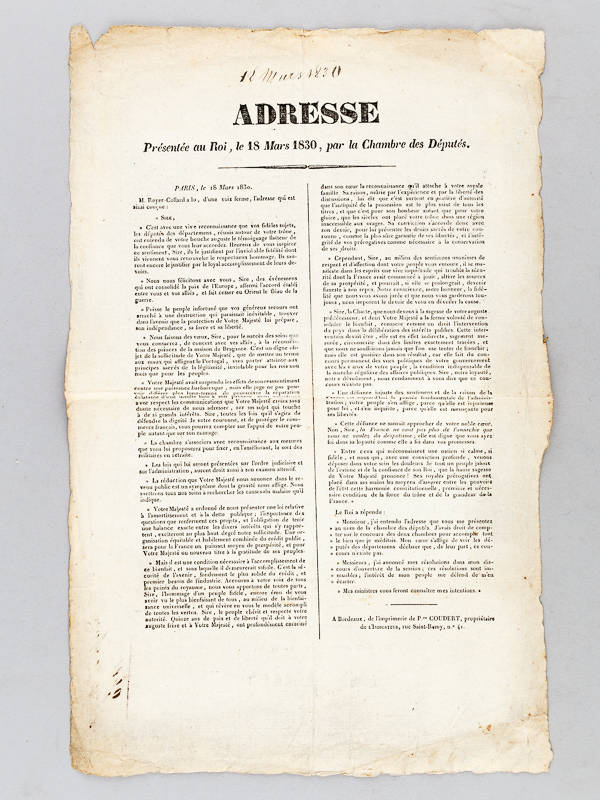
Adresse présentée au roi, le 18 mars 1830, par la Chambre des députés.

### Sous la Restauration
Sous la Restauration, les députés manifestaient leur défiance au roi et à son gouvernement sous la forme d'une adresse  dont la plus célèbre est, en 1830, l'Adresse des 221, qui a eu comme conséquence la dissolution de la Chambre par Charles X, la victoire écrasante des libéraux, les Trois Glorieuses et le renversement de Charles X. 

### Sous le Second Empire
Sous le Second Empire, les députés et sénateurs disposent depuis 1860 du droit d’adresse, où les  Chambres ont le droit de voter une « adresse» en réponse au discours traditionnel de l'empereur, c'est-à-dire qu'un seul député peut « interpeller » le Gouvernement, à la suite de quoi la Chambre débat, puis vote un texte qui, lorsqu'il est défavorable au Gouvernement, entraîne son départ.

### Sous la Troisième République
La censure sous la IIIe République repose sur le droit d'interpellation.
Durant la Troisième et la Quatrième Républiques, le Gouvernement peut être renversé facilement du fait des conditions relativement souples de mise en jeu de la responsabilité ministérielle.
Les gouvernements des deux premières républiques françaises tirent leur légitimité du Parlement, le président de la République ne faisant que les proposer aux assemblées, auxquelles il doit d'ailleurs, comme le Gouvernement, sa désignation. Un soutien trop faible du Parlement, même sans vote d'une censure, conduit souvent les ministres à démissionner.

### Sous la Quatrième République
Sous la IVe République, l’Assemblée nationale domine le Conseil de la République, qui a remplacé depuis 1945 le Sénat, qui ne peut plus renverser le Gouvernement et a perdu son pouvoir d’avis conforme. En revanche, l’Assemblée nationale peut, elle, renverser le Gouvernement, soit en rejetant la confiance demandée par celui-ci, soit, à son initiative, en votant la censure.
Selon la constitution du 27 octobre 1946 (article 50, avant la révision de 1954), « le vote par l'Assemblée nationale d'une motion de censure entraîne la démission collective du cabinet. Ce vote ne peut intervenir qu'un jour franc après le dépôt de la motion.  Il a lieu au scrutin public. La motion de censure ne peut être adoptée qu'à la majorité absolue des députés à l'Assemblée ». La motion de censure est rationalisée.
La responsabilité ministérielle peut être engagée après l’entrée en fonction du Gouvernement, à l’initiative des parlementaires via une motion de censure (qui a remplacé l’interpellation).
Dans la pratique, dès la première application (janvier 1947), le Gouvernement, se trouvant défié par une majorité relative, démissionne, considérant qu’il est désapprouvé sans avoir de majorité absolue contre lui. Il crée ainsi un précédent qui devient une source d'instabilité majeure jusqu’à la fin de la IVe. L’habitude est prise de se conformer à la majorité relative alors que le texte de la constitution de la Quatrième République requiert une majorité absolue. La « troisième force », qui est conceptualisée[Par qui ?] après les élections de 1951, émerge dès le départ du PCF du Gouvernement en 1947.
Lors des élections de 1951, les partis membres de cette « troisième force » obtiennent cependant 51 % des voix, même si ces partis connaissent une forte baisse de leur nombre de députés au début de la République suivante, la SFIO étant le seul parvenant à reprendre du tonus, au cours des années 1970.[pertinence contestée]
L’habitude est prise de tenir compte de la majorité relative alors que le texte de la constitution requiert une majorité absolue. Dans les années cinquante, on[Qui ?] appelle cela une « crise politique » et non une « crise constitutionnelle », malgré l'instabilité qui s'ensuit. Les ministres du Gouvernement, mis en minorité, démissionnent. Comme il n’y a pas d’incompatibilité entre fonctions de membre du Gouvernement et d'élu du peuple, le ministre qui quitte sa fonction retrouve son siège de député.

### Sous la Cinquième République

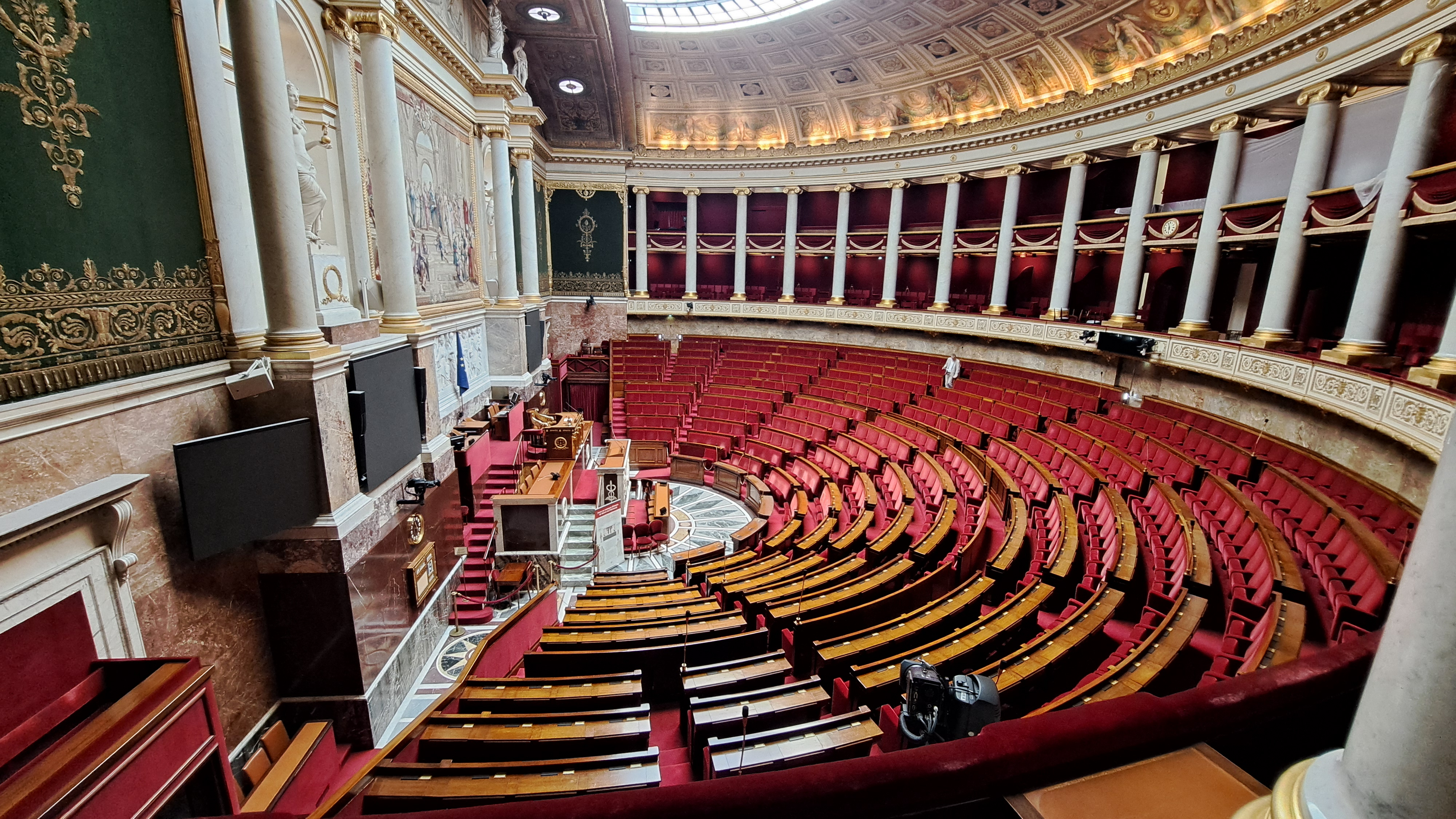
Vue de l'hémicycle de l’Assemblée nationale, en 2024.

Les règles de dépôt et de vote de la motion de censure sont modifiés dans la Constitution de 1958 dans le but d'assurer la stabilité gouvernementale.
Dans une logique de rationalisation du parlementarisme, les constituants de 1958 encadrent strictement les conditions de dépôt et de vote de la censure. L'article 49 de la Constitution prévoit qu’une motion de censure « n’est recevable que si elle est signée par au moins un dixième des membres de l’Assemblée nationale » et que « le vote ne peut avoir lieu que quarante-huit heures après son dépôt » et que « seuls sont recensés les votes favorables à la motion de censure qui ne peut être adoptée qu’à la majorité des membres composant l’Assemblée ». La motion ne peut donc être adoptée qu'à la majorité absolue des membres composant l'Assemblée, au jour du vote : en général 289 votes sur les 577 sièges de l'Assemblée Nationale, ou un peu moins de 289 voix si certaines élections de députés ont fait l'objet d'annulations qui n'auraient pas encore donné lieu à des réélections avant le jour du vote de la motion.
Cette dernière disposition a deux conséquences qui rendent difficile le renversement du Gouvernement : il n'y a pas d'abstention, ce qui signifie que ceux qui ne censurent pas le Gouvernement le « soutiennent »  implicitement, et, d’autre part, ce n’est pas le Gouvernement qui doit mettre en évidence une majorité de soutien, mais l’opposition qui doit réunir une majorité absolue de défiance sur une motion que tous acceptent.
Selon l'article 50 de la Constitution, « lorsque l’Assemblée nationale adopte une motion de censure ou lorsqu’elle désapprouve le programme ou une déclaration de politique générale du Gouvernement, le Premier ministre doit remettre au président de la République la démission du Gouvernement ».
Selon l'article 27 de la Constitution, il est possible pour un député de déléguer son vote pour l’adoption d’une motion de censure s’il est absent au moment du vote.

#### Motion à l'initiative des députés
Des députés de l'Assemblée nationale peuvent déposer une motion de censure, dite alors « spontanée »[réf. souhaitée], qui met en cause la responsabilité du Gouvernement.
Depuis la réforme de 1995 instaurant la session unique, un député ne peut être signataire de plus de trois motions de censure au cours d'une même session ordinaire et de plus d'une au cours d'une même session extraordinaire, afin d'éviter tout abus.
Entre 1958 et 2024, l'Assemblée nationale a débattu de 62 motions de censure dites « spontanées ». Une seule a été adoptée, : en 1962, par 280 voix sur une majorité requise de 241, à la suite de laquelle le gouvernement Georges Pompidou I est renversé.
La dernière motion de censure en date a été rejetée le 19 février 2025. Elle visait le gouvernement Bayrou et a été déposée par 66 députés du Parti Socialiste.

#### Motion après l'engagement de la responsabilité du gouvernement
Le Premier ministre peut, après délibération du Conseil des ministres, engager la responsabilité du Gouvernement devant l'Assemblée nationale sur le vote de tout ou partie du texte d'un projet de loi de finances ou de financement de la sécurité sociale. Dans ce cas, ce projet est considéré comme adopté, sauf si une motion de censure, dite alors « provoquée » ou « offensive », est déposée et votée. Le Gouvernement est alors tenu de démissionner et le texte concerné est rejeté. Il n'y a pas de limite sur le nombre de motions de censure par article 49 qu'un député peut signer. Le Premier ministre peut, quant à lui, recourir à cette procédure sans limitation.
Entre 1958 et 2024, l'Assemblée nationale a débattu de 52 motions de censure par article 49 alinéa 3, dont 28 sous le gouvernement Borne,. Une d'elles a conduit à la démission d'un gouvernement : celle déposée le 2 décembre 2024,,, qui a censuré le gouvernement Michel Barnier.

## Cas des assemblées régionales

### Assemblée de Corse
En Corse, le terme utilisé est motion de défiance mais il connaît les mêmes règles formelles que la motion de censure prévue sur le plan national en France. L'Assemblée de Corse peut l'utiliser pour renverser le Conseil exécutif de Corse[réf. nécessaire].

### Assemblée de la Polynésie française
La mise en cause de la responsabilité du président de la Polynésie française et du gouvernement de la Polynésie française par l'Assemblée de la Polynésie française est appelée « motion de censure » dans l'article 156 de la loi organique 27 février 2004 portant statut d'autonomie de la Polynésie française, dans sa rédaction valable jusqu'au renouvellement de l'assemblée, et « motion de défiance » dans sa version en vigueur au 10 février 2008.

## Articles Connexes
- Motion de censure
- Motion de censure du 4 octobre 1962
- Motion de censure du 4 décembre 2024
- Vote de confiance